# Denis Glavina
Denis Glavina (Čakovec, 3 marzo 1986) è un calciatore croato, centrocampista dell'Hrvati.
Ha anche un fratello più piccolo Dominik, anch'egli calciatore.

## Carriera

### Club

#### Vorskla
Gioca l'ultima partita, con gol, con il Vorskla il 26 maggio 2009 nella vittoria fuori casa per 0-2 contro il Kryvbas Kryvyj Rih.

#### Dinamo Zagabria
Debutta con la Dinamo Zagabria il 25 luglio 2009 nella vittoria casalinga per 7-1 contro l'Istra 1961, sotto la guida di Krunoslav Jurčić.
Gioca l'ultima partita con la Dinamo il 4 ottobre 2009 nella vittoria casalinga per 2-1 contro il Varaždin.

#### Arka Gdynia
Debutta con l'Arka Gdynia l'8 agosto 2010 nella sconfitta fuori casa per 1-0 contro il Wisla Cracovia, dove sostituito all' 86' da Joseph Desire Mawaye.
Segna il primo e ultimo gol con l'Arka Gdynia il 18 marzo 2011 nel pareggio casalingo per 1-1 contro lo Zagłębie Lubin.
Gioca l'ultima partita nell'Arka Gdynia il 29 maggio 2011 nella sconfitta fuori casa per 5-0 contro lo Śląsk Breslavia.

#### Varaždin
Debutta con il Varaždin il 17 marzo 2012 nel pareggio fuori casa per 2-2 contro lo Spalato.

## Palmarès

### Club

#### Competizioni nazionali
- Coppa d'Ucraina: 4

Dinamo Kiev: 2004-2005, 2005-2006, 2006-2007
Vorskla: 2008-2009
- Campionato ucraino: 1

Dinamo Kiev: 2006-2007
- Supercoppa d'Ucraina: 3

Dinamo Kiev: 2004, 2006, 2007